# Maria av Österrike

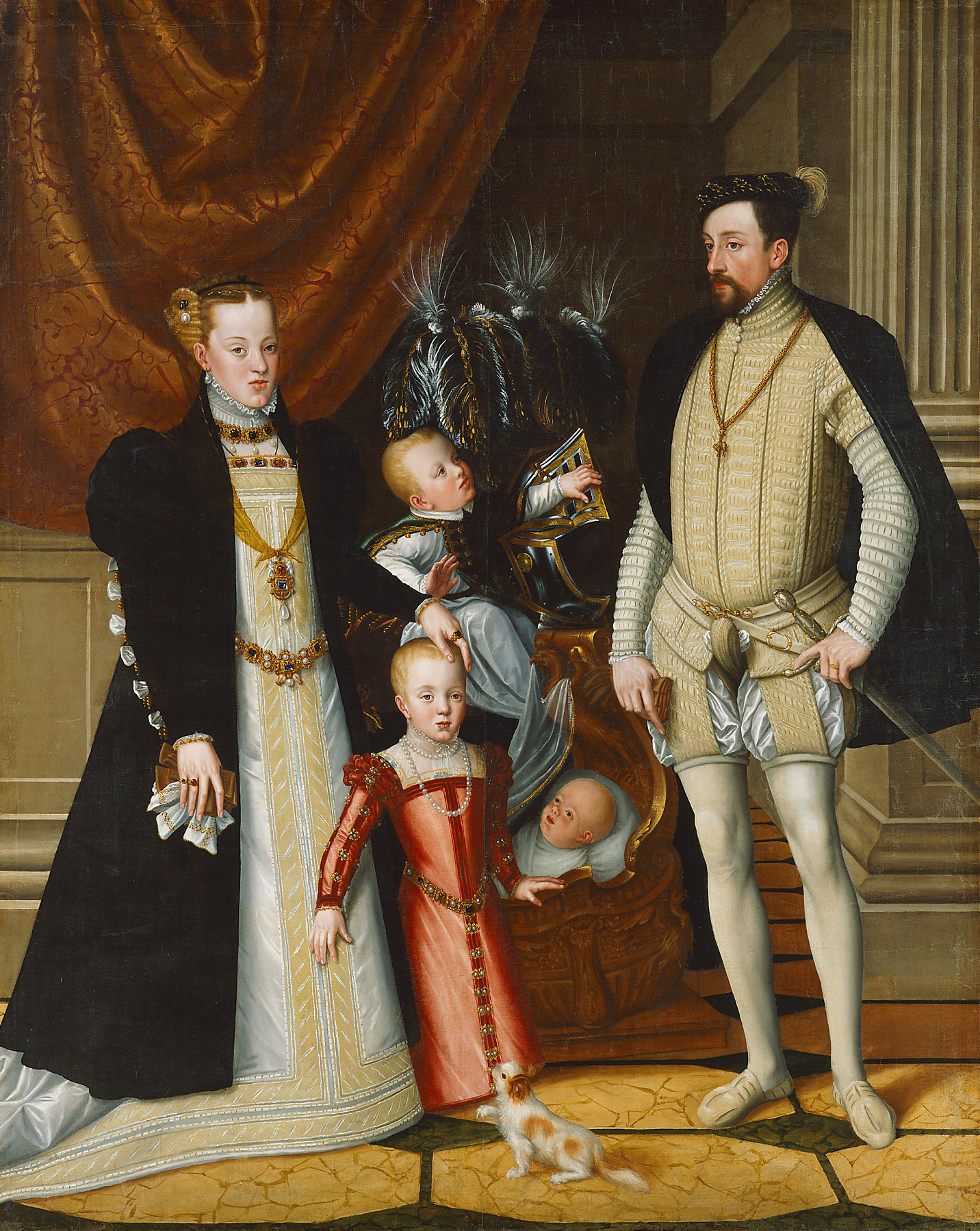
Maria av Habsburg med sin make Maximilian II och deras tre äldsta barn. Målning av Giuseppe Arcimboldo

Maria av Österrike, född den 21 juni 1528 i Madrid, död 26 februari 1603 i Monasterio de las Descalzas Reales, var en tysk-romersk kejsarinna.
Hon var gift med kejsar Maximilian II.  Hon var tillsammans med sin make regent i Spanien som ställföreträdare för sin far under hans frånvaro mellan 1548 och 1551.  

## Biografi

### Tidigt liv
Maria var dotter till kejsar Karl V och Isabella av Portugal. 
Hon gifte sig den 13 september 1548 i Spanien med sin kusin ärkehertig Maximilian av Österrike.  
Efter giftermålet blev paret kvar i Spanien på hennes fars begäran. När hennes far lämnade Spanien 1548 utnämndes hon att fungera som regent i hans frånvaro tillsammans med sin man. De regerade i två år. 

### Österrike
År 1552 lämnade Maria och Maximilian Spanien och bosatte sig i Wien i Österrike. 
Hennes far abdikerade till hennes brors förmån 1556. 
Maria var en katolsk fanatiker och ogillade sin makes religiösa tolerans. Hon trivdes inte i Österrike eftersom det inte var ett helt katolskt område, och omgav sig med ett hov bestående av spanska katoliker, där hon levde enligt spansk hovetikett och uppfostrade sina barn till stränga katoliker. Hon fick stort inflytande över sina barn, som hon behöll även sedan de blev vuxna. 
Hennes make avled 1576, och hon utövade ett stort inflytande över sin son Rudolf II, som efterträdde honom.

### Senare liv
1582 återvände Maria till Spanien, eftersom hon ville leva i ett helt och hållet katolskt land. 
Hon kommenterade vid sin återkomst till Spanien, att hon var glad över att leva i ett land utan kättare. Hon bosatte sig i klostret Las Descalzas Reales i Madrid. Hon var dock inte nunna utan bodde som gäst i klostret och besökte ofta det spanska hovet. Hon levde med sin ogifta dotter Margareta. 
I Spanien blev hon konstmecenat och stödde kompositören Tomás Luis de Victoria. Hennes bror Filip II avled 1598, och efterträddes av hennes brorson Filip III. 
Under sin brorson Filip III av Spaniens regeringstid utövade hon politiskt inflytande över politiken tillsammans med drottningen Margareta av Österrike och sin dotter Margareta, till Österrikes och den katolska kyrkans favör.

## Barn
1. Anna (1549–1580), gift med Filip II av Spanien
2. Ferdinand (1551–1552)
3. Rudolf II, tysk-romersk kejsare (1552–1612)
4. Ernst (1553–1595)
5. Elisabet (1554–1592), gift med Karl IX av Frankrike
6. Maria (1555–1556)
7. Mattias, tysk-romersk kejsare (1557–1619)
8. dödfödd son (oktober 1557)
9. Maximilian (1558–1618)
10. Albrekt (1559–1621)
11. Wenzel (1561–1578)
12. Friedrich (1562–1563)
13. Maria (född o död 1564)
14. Karl (1565–1566)
15. Margareta (1567–1633)
16. Eleonora (1568–1580)